# ميغيل فيليكس لوبيز
ميغيل فيليكس لوبيز هو محامي إكوادوري، ولد في 6 أبريل 1939.